# Mamirolle
Mamirolle ist eine französische Gemeinde mit 1.974 Einwohnern (Stand: 1. Januar 2022) im Département Doubs in der Region Bourgogne-Franche-Comté. Sie gehört zum Arrondissement Besançon und ist Mitglied im Gemeindeverband Grand Besançon Métropole. Die Bewohner werden Mamirollais und Mamirollaises genannt.
Sie entstand mit Wirkung vom 1. Januar 2025 als Commune nouvelle durch Zusammenlegung der bis dahin selbstständigen Gemeinden Mamirolle und Le Gratteris, die in der Commune nouvelle keinen Status als Communes déléguées besitzen. Der Verwaltungssitz befindet sich im Ort Mamirolle.

## Gemeindegliederung
| Ortsteil                    | Ehemaliger INSEE-Code | PLZ   | Fläche (km²) | Einwohnerzahl (2022) |
| --------------------------- | --------------------- | ----- | ------------ | -------------------- |
| Mamirolle (Verwaltungssitz) | 25364                 | 25620 | 11,49        | 1.811                |
| Le Gratteris                | 25297                 | 25620 | 02,97        | 0163                 |

## Geografie
Mamirolle liegt etwa elf Kilometer ostsüdöstlich der Stadt Besançon (Luftlinie) in der historischen Provinz Franche-Comté. Der Ort erstreckt sich im westlichen Jura-Gebirge auf dem sogenannten ersten Plateau am südlichen Rand des Beckens der Saône am Fuß des Mont Bon.
Die Fläche des Gemeindegebiets umfasst einen Abschnitt des westlichen französischen Juras. Der nördliche Teil des Gebietes wird vom breiten ersten Juraplateau eingenommen, das durchschnittlich auf 440 m liegt. Es bildet ein weites Becken ohne oberirdischen Abfluss, weil das Niederschlagswasser im verkarsteten Untergrund versickert. Im Bereich von Mamirolle ist das Plateau überwiegend von Wald, teils auch von Acker- und Wiesland bestanden. Das Zentrum befindet sich auf etwa 490 m. Nach Süden erstreckt sich das Gemeindeareal über den Hang von Mamirolle bis auf den bewaldeten Höhenrücken des Mont Bon, auf dem mit 666 m die höchste Erhebung der Gemeinde erreicht wird. Der südwestliche Teil der Gemeinde wird von der Mulde von Le Gratteris eingenommen, die durchschnittlich auf 470 m liegt und südlich an das Becken von Saône anschließt. Der niedrigste Punkt von Mamirolle wird im Nordwesten mit einer Höhe von 425 m gemessen. Die östliche Abgrenzung liegt in der Combe de Lavaudans.
Nachbargemeinden von Mamirolle sind La Chevillotte im Norden, Naisey-les-Granges im Osten, L’Hôpital-du-Grosbois im Südosten, Trépot im Süden, Tarcenay-Foucherans im Südwesten sowie Saône im Westen.

## Sehenswürdigkeiten
| Name                          | Ort       | Bemerkungen     | Bild |
| ----------------------------- | --------- | --------------- | ---- |
| Kirche Saint-Pierre           | Mamirolle | 18. Jahrhundert |      |
| Kapelle der schwarzen Madonna | Mamirolle |                 |      |

## Sport und Freizeit
Der GR 145, ein Fernwanderweg von Calais (Département Pas-de-Calais) nach Jougne (Département Doubs) durchquert das Gemeindegebiet. Er führt entlang der Via Francigena, einem alten Pilgerweg nach Rom.

## Bildung
Die Gemeinde verfügt über
- eine öffentliche Vorschule (École maternelle),
- eine öffentliche Grundschule (École élémentaire) und
- eines Campus der öffentlichen École Nationale de l’Innovation, des Laboratoires, de l’Eau et de l’Alimentation (nationale Lehranstalt für Innovation, Labore, Wasser und Ernährung).[3]

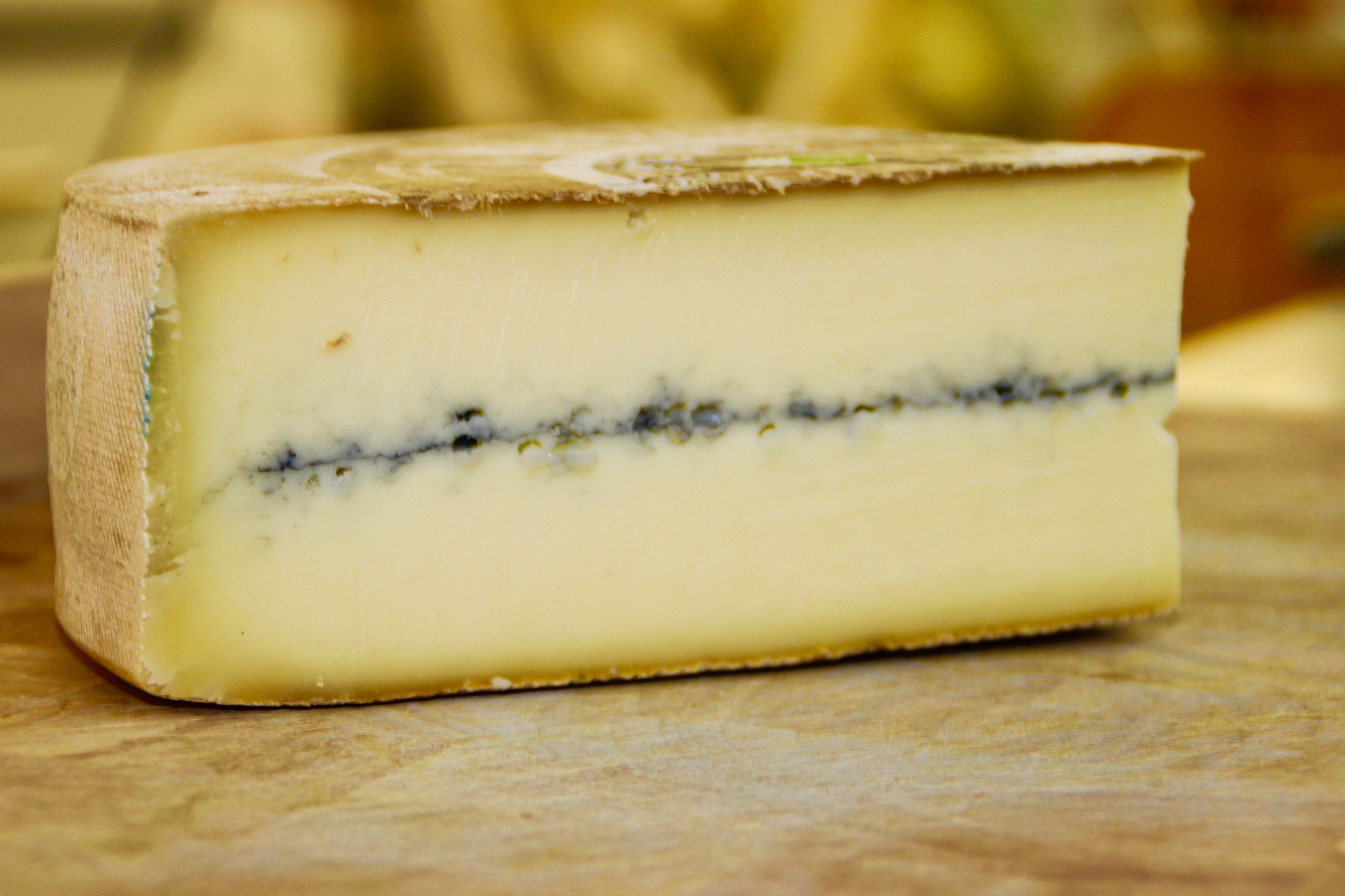
Morbier

## Wirtschaft
Mamirolle liegt in den Zonen AOC der Käsesorten
- Comté, ein Hart-Rohmilchkäse und
- Morbier, ein Rohmilchkäse mit einem charakteristischen Streifen aus Pflanzenasche.[4]

Mamirolle und Le Gratteris waren bis weit ins 20. Jahrhundert hinein vorwiegend durch die Landwirtschaft (Ackerbau, Obstbau und Viehzucht) und die Forstwirtschaft geprägte Dörfer. Seit den 1970er Jahren haben sich am Ortsrand Gewerbezonen entwickelt. Hier haben sich verschiedene Betriebe der Branchen Nahrungsmittelverarbeitung, Baugewerbe, Mikromechanik und Elektronik niedergelassen. Mittlerweile hat sich die Gemeinde auch zu einer Wohngemeinde gewandelt. Viele Erwerbstätige sind Wegpendler, die in der nahen Agglomeration Besançon ihrer Arbeit nachgehen. Mamirolle ist Standort der École Nationale de l’Innovation, des Laboratoires, de l’Eau et de l’Alimentation (nationale Lehranstalt für die Innovation, der Labore, des Wassers und der Ernährung), die 1888 gegründet wurde und heute wichtigste Arbeitgeberin der Gemeinde ist.

## Verkehr
Die autobahnähnlich ausgebaute Route nationale 57 durchquert das Gemeindegebiet mit der Anschlussstelle 68 und sorgt für einen guten Anschluss an Pontarlier und an das nahe Besançon. Nachgeordnete Departementsstraßen und lokale Landstraßen verbinden die Ortsteile miteinander und mit den Nachbargemeinden.
Busse von fünf Linien (vier regulär, eine on-demand) des Transportunternehmens Ginko des Gemeindeverbands Grand Besançon Métropole verbinden die Gemeinde mit Besançon und mit La Chevillotte.
Mamirolle besitzt einen Haltepunkt an der 1884 eingeweihten Eisenbahnlinie von Besançon nach Le Locle. Sie wird von Zügen der TER Bourgogne-Franche-Comté bedient, die von Besançon bis ins schweizerische La Chaux-de-Fonds fahren.